# Know Nothing
Американская партия (известная до 1855 года как Партия коренных американцев, в просторечии часто называемая Know Nothing Party — «Партией незнаек» или «Партией ничего-не-знаю») — бывшая американская нативистская политическая партия, основной период активности которой пришёлся на 1850-е годы. Партия получила своё разговорное название «незнайки» из-за внутренних правил, в соответствии с которыми члены движения должны были отвечать «Я ничего не знаю» всякий раз, когда посторонние спрашивали их о целях и планах партии.
Среди сторонников движения было распространено мнение о возможном существовании католического заговора внутри страны с целью подрыва религиозных и гражданских свобод в США, в связи с чем представители партии стремились организовать протестантов для защиты своих традиционных религиозных и политических ценностей. Американская партия больше всего запомнилась именно своим нативизмом, так как в те времена многие протестанты боялись, что католические священники смогут контролировать большой блок избирателей в будущем. В большинстве штатов партия незнаек оставалась крупной политической силой всего несколько лет, поскольку позже она распалась из-за слабых и неопытных местных руководителей, отсутствия известных лидеров на общенациональном уровне и серьёзных разногласий по поводу рабства. В некоторых частях Юга США партия не подчёркивала свой антикатолицизм так сильно, как на севере, и занимала нейтральную позицию по вопросу рабства, что позволило ей стать главной оппозицией к Демократической партии в регионе.
Партия незнаек дополняла свои ксенофобские взгляды популистскими призывами. На уровне некоторых штатов партия занимала прогрессивные позиции по вопросам трудовых прав, поддерживала расширение прав женщин, регулирование промышленности и принятие мер, направленных «на улучшение положения трудящихся». Также партия предвосхитила движение за трезвость в США.
Распад партии вигов после принятия закона Канзас-Небраска в середине 1850-х годов открыл возможность для возникновения новой крупной политической партии в США как оппозиции к Демократической партии. На выборах 1854 года движению «незнаек» удалось избрать своих представителей в Конгресс, один из которых, Натаниэль Бэнкс из Массачусетса в итоге стал спикером Палаты представителей. На Юге партия служила орудием для местных политиков, выступавших против демократов. Многие члены и сторонники партии незнаек надеялись, что она займет промежуточную позицию между прорабовладельческими позициями политиков-демократов и антирабовладельческими позициями формировавшейся в те годы Республиканской партии. На президентских выборах 1856 года кандидатом от партии стал бывший президент Миллард Филлмор, который, однако, не выразил поддержки деятельности и идеологии движения «незнаек». Ему удалось получить 21,5 % голосов избирателей, заняв третье место после кандидатов демократов и республиканцев. Один из активных сторонников «незнаек», Генри Винтер Дэвис, избранный в Конгресс по списку партии от Мэриленда, заявил Конгрессу, что в победе демократа Джеймса Бьюкенена виноваты ирландские католические иммигранты.
Партия вступила в период быстрого упадка после поражения Филлмора. В 1857 году решение Верховного суда по делу Дреда Скотта в пользу рабства ещё больше усилило оппозицию этому институту на Севере, заставив многих бывших «незнаек» присоединиться к республиканцам. Другие остатки партии в основном присоединились к Партии конституционного союза в 1860 году и исчезли во время Гражданской войны в США.

## История

### Начало
Антикатолические настроения существовали ещё в колониальной Америке, но играли второстепенную роль в американской политике до начала массовой эмиграции ирландских и немецких католиков в 1840-х годах. Первой заметной антикатолической силой в США стала созданная в Нью-Йорке в 1843 году Американская республиканская партия. Движение эксплуатировало страхи протестантского большинства, опасавшегося, что страну могут погубить иммигранты-католики, часто воспринимаемые как чуждые американским ценностям и управляемые папой римским и смогло быстро распространиться на соседние штаты, как под своим оригинальным обозначением, так и под названием «Партия коренных американцев» и его вариантами. Они добились некоторых успехов на местном уровне и даже на выборах в Конгресс, в частности в 1844 году в Филадельфии, где антикатолический политик Льюис Чарльз Левин смог стать представителем от 1-го округа Пенсильвании. В конце 1840-х и в начале 1850-х годов в Америке возникло множество тайных орденов, среди которых самими крупными стали Орден объединённых американцев (англ. Order of United Americans) и «Орден звёздного знамени» (англ. Order of the Star-Spangled Banner). Они появились в Нью-Йорке и быстро распространились по всему Северу, объединяя некатолическое население, в особенности тех, кто принадлежал к низшему среднему классу или к квалифицированным рабочим. В 1852—1854 годах партия выросла в общенациональную структуру.
Название движения «Ничего не знаю» (Know Nothing) возникло из-за полусекретной организации партии: поскольку внутренние правила требовали от её участника отвечать «Я ничего не знаю», если его спрашивали о деятельности движения, посторонние стали насмешливо называть их «ничего не знающими», и вскоре это название прижилось. В 1855 году «ничего не знающие» впервые вошли в политику под названием «Американская партия».

### Основные проблемы
Иммиграция большого числа ирландских и немецких католиков в США в 1830-е—1860-е годы сделала религиозные различия между католиками и протестантами важным вопросом в американской политике. В тот период на почве религиозных различий периодически вспыхивали волнения. Протестанты утверждали, что Папа Пий IX подавил неудавшиеся европейские революции 1848 года будучи противником свободы, демократии и республиканизма. Один из бостонских пасторов назвал католицизм «союзником тирании, противником материального процветания, врагом бережливости, оппонентом железных дорог, собраний и школ». Эти опасения поощряли теории заговора относительно папских намерений поработить Соединённые Штаты через продолжающийся приток католического населения, контролируемый ирландскими епископами, подчиняющимися Папе и лично назначенными им.
Страх католической иммиграции привёл к недовольству Демократической партией, в руководство которой во многих городах входили католики ирландского происхождения. Активисты формировали секретные группы, совместно поддерживая кандидатов, симпатизировавших их взглядам, на выборах:

Иммиграция в течение первых пяти лет 1850-х годов увеличилась в пять раз по сравнению с десятилетием ранее. Большинство вновь прибывших были бедными крестьянами-католиками или рабочими из Ирландии и Германии, которые теснились в многоквартирных домах больших городов. Взлетели преступность и расходы на социальное обеспечение. Например, уровень преступности в Цинциннати утроился с 1846 по 1853 год, а уровень убийств увеличился в семь раз. Расходы Бостона на помощь бедным за тот же период выросли в три раза.
Оригинальный текст (англ.)Immigration during the first five years of the 1850s reached a level five times greater than a decade earlier. Most of the new arrivals were poor Catholic peasants or laborers from Ireland and Germany who crowded into the tenements of large cities. Crime and welfare costs soared. Cincinnati's crime rate, for example, tripled between 1846 and 1853 and its murder rate increased sevenfold. Boston's expenditures for poor relief rose threefold during the same period.
— Джеймс М. Макферсон

### Подъём движения
В течение первых лет существования партии она добилась значительных успехов: весной 1854 года «незнайки» взяли власть в Бостоне, Салеме и ряде других городов Новой Англии. Осенью 1854 года они победили на выборах в штате Массачусетс, получив контроль над местным законодательным органом, что стало их крупнейшей победой в истории. Кандидат от вигов на пост мэра Филадельфии, редактор Роберт Т. Конрад, был поддержан «незнайками», поскольку пообещал бороться с преступностью, закрывать салуны по воскресеньям и назначать на должности только коренных американцев, что позволило ему одержать убедительную победу. В Вашингтоне (округ Колумбия) кандидат «незнаек» Джон Т. Тауэрс победил действующего мэра Джона Уокера Мори, несмотря на то, что демократы, виги и фрисойлеры в столице объединились в «Партию антинезнаек» (англ. Anti-Know-Nothing Party). В 1854 году в штате Нью-Йорк, где кандидат от Американской республиканской партии Джеймс Харпер был избран мэром крупнейшего города штата почти за десять лет до этого, кандидат от партии Дэниел Ульман занял третье место в четырехсторонней гонке за губернаторство, набрав 26 % голосов. Движение добилось успехов и в ряде других штатов, таких как Пенсильвания, Мэн, Индиана и Калифорния, но историки не уверены в точности этой информации из-за секретности партии, а также потому что в эти годы все партии находились в смятении, а вопросы борьбы с рабством и запрета на рабство часто пересекались с нативизмом сложными и запутанными путями. «Незнайки» помогли избрать Стивена Палфри Уэбба мэром Сан-Франциско и Джона Нили Джонсона губернатором Калифорнии. В Конгресс как кандидат «незнаек» был избран Натаниэль Бэнкс, через несколько месяцев присоединившийся к республиканцам. Коалиция «незнаек», республиканцев и других членов Конгресса, выступавших против Демократической партии, избрала Бэнкса на должность спикера Палаты представителей.
Результаты выборов 1854 года в северных штатах были настолько благоприятны для «незнаек», до того времени неформального движения без централизованной организации, что они официально сформировались как политическая партия под названием Американская партия, которая привлекла многих членов уже почти развалившейся Партии вигов, а также значительное количество демократов. Всего за несколько месяцев 1854 года количество членов Американской партии резко увеличилось с 50 000 до примерно одного миллиона.
Историк Тайлер Анбиндер заключил:

Ключом к успеху партии «незнаек» в 1854 году стал крах второй партийной системы, вызванный, прежде всего, упадком партии вигов. Партия вигов, ослабленная в течение многих лет внутренним инакомыслием и хронической фракционностью, была почти уничтожена законом Канзаса-Небраски. Растущие антипартийные настроения, подпитываемые настроениями против рабства, а также борьбой за трезвость и нативизмом, также способствовали распаду партийной системы. Распадающаяся вторая партийная система дала «Know Nothing» больше потенциальных новообращённых, чем было доступно предыдущим нативистским организациям, что позволило им добиться успеха там, где старые нативистские группы потерпели неудачу.
Оригинальный текст (англ.)The key to Know Nothing success in 1854 was the collapse of the second party system, brought about primarily by the demise of the Whig Party. The Whig Party, weakened for years by internal dissent and chronic factionalism, was nearly destroyed by the Kansas–Nebraska Act. Growing anti-party sentiment, fueled by anti-slavery sentiment as well as temperance and nativism, also contributed to the disintegration of the party system. The collapsing second party system gave the Know Nothings a much larger pool of potential converts than was available to previous nativist organizations, allowing the Order to succeed where older nativist groups had failed.
— Тайлер Анбиндер
В Сан-Франциско в 1854 году было основано отделение Американской партии для противодействия китайской иммиграции. В её состав вошёл судья верховного суда штата, который постановил, что ни один китаец не может давать показания в качестве свидетеля против белого человека в суде.
Весной 1855 года кандидат от Американской партии Леви Бун был избран мэром Чикаго и лишил всех иммигрантов возможности работать в городе. Авраам Линкольн, занимавшийся политической деятельностью в том же штате, был категорически против принципов движения «незнаек», но не осуждал его публично, потому что ему были нужны голоса сторонников движения для формирования коалиции против рабства в Иллинойсе. Огайо был единственным штатом, где партия набрала силу в 1855 году. Скорее всего, её успех в штате, был связан с привлечением на свою сторону иммигрантов, особенно немецко-американских лютеран и шотландско-ирландских пресвитериан, которые враждебно относились к католицизму.
Хотя большинство новых иммигрантов проживали на Севере, недовольство ими носило общенациональный характер, и Американская партия поначалу показывала хорошие результаты на Юге, привлекая голоса многих бывших южных вигов. Бурные выборы губернатора Виргинии в 1855 году привлекли общенациональное внимание, так как демократ Генри Александр Уайз смог победить, убедив избирателей штата в том, что «незнайки» являются союзниками северных аболиционистов. С победой Уайза движение «незнаек» на Юге начало терять популярность.
Таким образом партия быстро приобрела широкую, но непродолжительную популярность. Нативизм стал новой американской модой: появились конфеты, чай и зубочистки «Know Nothing». Такое же название получали дилижансы. В Трескотте (штат Мэн) судовладелец назвал своё новое 700-тонное грузовое судно «Know Nothing». Одновременно партия иногда упоминалась в слегка уничижительном сокращении, «Knism».

### «Незнайки» у власти

#### Массачусетс
Историк Джон Малкерн исследовал успех партии в время её практически полного контроля над законодательным собранием Массачусетса после убедительной победы в 1854 году. Он считает, что новая партия была популистской и в высшей степени демократичной, враждебно настроенной по отношению к богатству и элите и чрезвычайно подозрительно относящейся к посторонним, в особенности к католикам. Избиратели новой партии были сосредоточены в быстрорастущих промышленных городах, где рабочие-янки столкнулись с прямой конкуренцией с иммигрантами, в основном ирландцами. В то время как Партия вигов была самой сильной в районах с высоким доходом, электорат «незнаек» проживал в бедных районах. Они смогли лишить политической власти традиционное закрытое руководство высшего класса, представленное юристами и торговцами, избрав на них посты рабочих, фермеров, а также большое количество учителей и пасторов. На смену элите пришли небогатые люди, которые редко владели недвижимостью, стоящей более $10 000.
Руководство партии на национальном уровне имело средние доходы и социальный статус. Согласно подробным историческим исследованиям некогда секретных списков участников движения, немногие из них были богатыми. Менее 10 % были неквалифицированными рабочими, которые могли составить прямую конкуренцию ирландским эмигрантам. Партия незнаек привлекала как фермеров, так и торговцев и владельцев фабрик. Среди голосующих за партию были не только «коренные» американцы, но и отдельные группы мигрантов, так, она получила более голосов четверти протестантов из Германии и Великобритании на выборах. Движение было особенно привлекательным для таких религиозных групп как лютеране, реформаторы и пресвитериане.
Наиболее новаторское законодательство было принято партийцами в Массачусетсе, где новая партия контролировала 397 мест в местном парламенте из 400 — при этом только 35 депутатов имели опыт работы в законодательной деятельности. Законодательный орган Массачусетса в 1855 году принял серию реформ, которые «прорвали плотину партийной политики, воздвигнутую против изменений и выпустили поток реформ». В период с 1854 по 1857 год среди массачусетских незнаек наблюдался упадок традиционного нативистского крыла партии и подъём группы аболиционистов и реформаторов, включая бывшего президента Сената Массачусетса Генри Уилсона, стремившегося изменить направление партии. Историк Стивен Тейлор отметил, что помимо нативистского законодательства на уровне Массачусетса «партия также отличилась своей оппозицией рабству, поддержкой расширения прав женщин, регулированием промышленности и поддержкой мер, направленных на улучшение положения трудящихся».
Американская партия приняла законы, регулирующие деятельность железных дорог, страховых компаний, коммунальных предприятий, профинансировала бесплатные учебники для государственных школ и увеличила ассигнования для местных библиотек и школ для слепых. Законодательный орган создал первую в штате исправительную школу для несовершеннолетних правонарушителей, одновременно пытаясь заблокировать ввоз из Европы предположительно подрывных правительственных документов и академических книг. Кроме того, законодательное собрание подняло правовой статус женщин, предоставив им больше прав собственности и больше прав в судах по бракоразводным делам. «Незнайки» ввели суровые санкции в отношении подпольных ресторанов, игорных заведений и борделей. Они приняли сухой закон с такими суровыми наказаниями, как шесть месяцев тюрьмы за подачу одного стакана пива, что присяжные при рассмотрении дел отказывались выносить обвинительные приговоры. Многие реформы были довольно дорогими: государственные расходы выросли на 45 % в дополнение к 50%-ному увеличению налогов для больших и малых городов. Эта расточительность возмутила налогоплательщиков, и лишь немногие из «незнаек» были переизбраны.
Однако важнейшим приоритетом для многих «незнаек» было ограничение прав ирландских католических иммигрантов. Так, суды штатов утратили право рассматривать заявления о предоставлении гражданства, школы штатов были вынуждены требовать обязательного ежедневного чтения протестантской Библии (что, по мнению нативистов, должно было изменить сознание католических детей). Также губернатор распустил ирландское ополчение и заменил ирландцев, занимавших государственные должности, протестантами. Тем не менее законодателям-«незнайкам» так и не удалось набрать две трети голосов, необходимых для принятия поправки к Конституции Массачусетса, ограничивающей право голоса мужчин, проживающих в штате менее 21 года и их право на занятие определённых должностей. Затем законодательный орган призвал Конгресс США поднять время, необходимое для натурализации с 5 лет до 21 года, но Конгресс так и не принял никаких мер. Самым скандальным шагом законодательного собрания, контролируемого «незнайками» стало назначение следственного комитета, призванного доказать широко распространённую сексуальную распущенность в католических монастырях. Пресса широко обсуждала эти действия, особенно после того, как выяснилось, что ключевой участник комитета использовал его средства для оплаты услуг проститутки. После этого парламент Массачусетса закрыл этот комитет, а расследование стало посмешищем.

#### Род-Айленд
«Незнайки» также доминировали в политике штата Род-Айленд, где в 1855 году губернатором был представитель партии Уильям У. Хоппин. Кроме того, партия контролировала законодательное собрание штата. Местные газеты, такие как The Providence Journal, разжигали антиирландские и антикатолические настроения.

### Насилие
Активисты партии «незнаек» опасались, что католики смогут проголосовать на выборах, не будучи гражданами, и стремились остановить их. 6 августа 1855 года в Луисвилле (штат Кентукки) вспыхнули беспорядки во время выборов губернатора. Двадцать два человека погибли и многие получили ранения. Этот бунт, вошедший в историю как «Кровавый понедельник» был не единственным столкновением между «незнайками» и католиками в 1855 году. В Балтиморе выборы мэра 1856, 1857 и 1858 годов были омрачены насилием и обоснованными обвинениями в фальсификации бюллетеней. Также «ничего не знающие» вымазали в смоле и перьях католического священника-иезуита Иоганна Бапста в городе Элсуэрт (Мэн) в 1854 году и сожгли католическую церковь в Бате (Мэн).

### «Незнайки» в южных штатах
На юге Соединённых Штатов Американская партия состояла в основном из бывших вигов, которые будучи противники доминирующей на региональном уровне Демократической партии, были обеспокоены появлением на севере Республиканской партии, выступающей против рабства. Виги поддерживали Американскую партию из-за желания победить демократов, её юнионистких и антииммигрантских настроений и нейтралитета «ничего не знающих» в вопросе рабства.
Дэвид Т. Глисон отмечал, что многие ирландские католики на Юге опасались, что появление движения «незнаек» представляет для них серьёзную угрозу. Он утверждал:

Южные ирландцы, видевшие опасность протестантского фанатизма в Ирландии, отчётливо чувствовали, что «незнайки» были американским проявлением этого феномена. Каждый мигрант, независимо от того, в какой степени он был оседлым или преуспевающим, был обеспокоен тем, что эта опасная разновидность нативизма угрожает его или её с трудом заработанным успехам на юге и интеграции в общество. Однако опасения иммигрантов были необоснованными, потому что национальная дискуссия о рабстве и его распространении, а не нативизм или антикатолицизм, была главной причиной успеха «незнаек» на Юге. Южане, которые поддерживали «ничего не знающих», делали это по большей части потому, что думали, что демократы, которые выступали за распространение рабства, могли бы разрушить Союз.
Оригинальный текст (англ.)The southern Irish, who had seen the dangers of Protestant bigotry in Ireland, had the distinct feeling that the Know-Nothings were an American manifestation of that phenomenon. Every migrant, no matter how settled or prosperous, also worried that this virulent strain of nativism threatened his or her hard-earned gains in the South and integration into its society. Immigrants fears were unjustified, however, because the national debate over slavery and its expansion, not nativism or anti-Catholicism, was the major reason for Know-Nothing success in the South. The southerners who supported the Know-Nothings did so, for the most part, because they thought the Democrats who favored the expansion of slavery might break up the Union.
— Дэвид Т. Глисон
В 1855 «незнайки» бросили вызов господству демократов в Алабаме. Там партийцы были смесью бывших вигов, недовольных демократов и других политических сил, выступавших за помощь государства в строительства железных дорог. В ходе ожесточённой кампании демократы утверждали, что «незнайки» не смогут защитить рабство от аболиционистов Севера. Американская партия Алабамы распалась вскоре после поражения на выборах.
В Виргинии движение «ничего не знающих» подверглось резкой критике со стороны обеих основных партий. Демократы опубликовали подробное разоблачение Американской партии, состоящее из 12 000 слов и выдвинули на пост губернатора бывшего вига Генри А. Уайза, который осудил «паршивых, безбожных, не знающих Христа» «незнаек» и выступил за расширенную программу внутренних улучшений.
В Мэриленде растущие антииммигрантские настроения способствовали росту партии. Несмотря на католические корни штата, к 1850-м годам около 60 процентов населения были протестантами и таким образом были открыты для антикатолического и антииммигрантского послания «незнаек». 18 августа 1853 года партия провела свой первый митинг в Балтиморе, на котором присутствовало около 5000 человек, и звучали призывы к секуляризации государственных школ, полному разделению церкви и государства, свободе слова и регулированию иммиграции. В 1855 году мэром Балтимора был избран кандидат от партии Сэмюэл Хинкс. В следующем году этнические и религиозные конфликты спровоцировали беспорядки во время муниципальных и федеральных выборов в Мэриленде, когда формирования «незнаек» столкнулись с демократами.
Позже, во время гражданской войны, известные представители «незнаек» в штате, такие как губернатор, а затем сенатор Томас Холлидей Хикс, член Палаты Представителей Генри Уинтер Дэвис и сенатор Энтони Кеннеди со своим братом, бывшим конгрессменом Джоном Пендлтоном Кеннеди поддержали союз, несмотря на то, что Мэриленд был пограничным штатом. Историк Майкл Ф. Холт утверждал, что «идеи партии незнаек изначально выросли на Юге по тем же причинам, по которым они распространились на Севере — из-за нативизма, антикатолицизма и враждебности к безответным политикам, — а не из-за консервативного юнионизма». Холт цитировал Уильяма Б. Кэмпбелла, бывшего губернатора Теннесси, который писал в январе 1855 года: «Я был поражён широко распространённым убеждением в пользу их принципов — а именно индейского американизма и антикатолицизма — оно распространяется повсюду».

#### Луизиана
Несмотря на антикатолицизм национальной Американской партии, «незнайки» нашли сильную поддержку в Луизиане, в том числе в преимущественно католическом Новом Орлеане. Поскольку партия вигов в Луизиане продвигала антииммигрантские настроения, новообразованная партия коренных американцев стала естественным домом для бывших вигов этого штата. «Ничего не знающие» Луизианы выступали за рабство и против иммигрантов, но, в отличие от национальной партии, отказалась использовать религиозный тест на членство. Вместо этого луизианские «незнайки» настаивали на том, что «верность церкви не должна заменять верность Союзу». Конгрессмен от «ничего не знающих» Джон Эдвард Булиньи, католик-креол, был единственным конгрессменом от Луизианы, который отказался уйти в отставку после выхода штата из состава США.

### Упадок
На Севере партия быстро пришла в упадок после 1855 года. Во время президентских выборах 1856 года она сильно разделилась из-за вопроса рабства. Большая часть партийцев поддержала кандидата в президенты Милларда Филлмора и кандидата в вице-президенты Эндрю Джексона Донельсона. Филлмор был вигом и бывшим президентом (1850—1853), а Донельсон был племянником президента-демократа Эндрю Джексона. Они были выдвинуты в расчёте на получение голосов от избирателей обеих основных партий. Список получил 21,5 % голосов избирателей и восемь голосов выборщиков от штата Мэриленд. В конечном итоге, Белый дом занял демократ Джеймса Бьюкенена. В это время Натаниэль Бэнкс решил, что антииммигрантская платформа менее важна чем запрет рабства и покинул партию «незнаек» ради Республиканской партии, выступающей против рабства. Это способствовало упадку партии, так как за Бэнксом последовали около двух третей её членов.
Историк Аллан Невинс, писавший о беспорядках, предшествовавших Гражданской войне в США, писал, что Миллард Филлмор никогда не был ни «незнайкой», ни нативистом. Филлмор был за пределами страны, когда его кандидатуру выдвинули в президенты, и с ним даже не посоветовались по поводу его номинации. Далее Невинс заявил:

[Филлмор] не был членом партии; он никогда не был на собраниях Американской [партии]. Ни устным, ни письменным словом он не обозначил свою приверженность Американским [партийным] принципам.
Оригинальный текст (англ.)[Fillmore] was not a member of the party; he had never attended an American [Know-Nothing] gathering. By no spoken or written word had he indicated a subscription to American [Party] tenets.
— Аллан Невинс
Многие политики того времени были потрясены деятельностью «незнаек». Авраам Линкольн никогда публично не нападал на движение, поскольку ему были нужны голоса его сторонников, но выразил своё отвращение к нему в частном письме к своему другу Джошуа Спиду, написанному 24 августа 1855 года:

«Я не „незнайка“ — это точно. Как я могу им быть? Как может всякий, кто ненавидит притеснение негров, выступать за унижение целых классов белых людей? Мне кажется, что наш прогресс в вырождении идёт довольно быстро. Как нация, мы начали с заявления, что „все люди созданы равными“. Теперь мы, по сути, заявляем: „Все люди созданы равными, кроме негров“. Когда „незнайки“ получат власть, это будет звучать как: „Все люди созданы равными, кроме негров, иностранцев и католиков“. Когда дойдёт до такого, я предпочту эмигрировать в какую-нибудь страну, не притворяющуюся свободолюбивой — например, в Россию, где деспотизм можно воспринимать в чистом виде и без примитивного лицемерия.»
Оригинальный текст (англ.)I am not a Know-Nothing—that is certain. How could I be? How can any one who abhors the oppression of negroes, be in favor of degrading classes of white people? Our progress in degeneracy appears to me to be pretty rapid. As a nation, we began by declaring that "all men are created equal." We now practically read it "all men are created equal, except negroes." When the Know-Nothings get control, it will read "all men are created equals, except negroes and foreigners and Catholics." When it comes to that I should prefer emigrating to some country where they make no pretense of loving liberty—to Russia, for instance, where despotism can be taken pure, and without the base alloy of hypocrisy.

После постановления Верховного суда США по делу «Дред Скотт против Сэндфорда» в 1857 году, большинство членов антирабовладельческой фракции Американской партии присоединилось к республиканцам. Крыло незнаек, выступавшее за рабство, оставалось сильным на местном и региональном уровне в нескольких южных штатах, но к выборам 1860 года партия перестала быть серьёзным национальным политическим движением. Большинство оставшихся членов партии поддержали Конституционный союз на выборах 1860 года.

## История участия в выборах

### Выборы вКонгресс США
| Год  | Мест      | +/-  | Президент       |
| ---- | --------- | ---- | --------------- |
| 1844 | 6 из 227  | ▲ 6  | Джеймс Полк     |
| 1846 | 1 из 230  | ▼ 5  | Джеймс Полк     |
| 1848 | 1 из 233  | ▬    | Закари Тейлор   |
| 1850 | 0 из 233  | ▼ 1  | Миллард Филлмор |
| 1852 | 0 из 234  | ▬    | Франклин Пирс   |
| 1854 | 52 из 234 | ▲ 52 | Франклин Пирс   |
| 1856 | 14 из 237 | ▼ 38 | Джеймс Бьюкенен |
| 1858 | 6 из 238  | ▼ 8  | Джеймс Бьюкенен |
| 1860 | 0 из 239  | ▼ 6  | Авраам Линкольн |

| Год  | Мест    | +/- | Президент       |
| ---- | ------- | --- | --------------- |
| 1844 | 0 из 58 | ▬   | Джеймс Полк     |
| 1846 | 0 из 60 | ▬   | Джеймс Полк     |
| 1848 | 0 из 62 | ▬   | Закари Тейлор   |
| 1850 | 0 из 62 | ▬   | Миллард Филлмор |
| 1852 | 0 из 62 | ▬   | Франклин Пирс   |
| 1854 | 1 из 62 | ▲ 1 | Франклин Пирс   |
| 1856 | 5 из 66 | ▲ 4 | Джеймс Бьюкенен |
| 1858 | 2 из 66 | ▼ 3 | Джеймс Бьюкенен |
| 1860 | 0 из 68 | ▼ 2 | Авраам Линкольн |

     Демократическая партия
     Партия вигов
     Республиканская партия

### Президентские выборы
| Год  | Кандидат в президенты | Кандидат в вице-президенты | Голоса  | %       | Выборщики | +/- | Исход выборов     |
| ---- | --------------------- | -------------------------- | ------- | ------- | --------- | --- | ----------------- |
| 1852 | Джейкоб Брум          | Рейнелл Коутс              | 2 566   | 0,08 %  | 0 из 294  | ▬   | Победа демократов |
| 1856 | Миллард Филлмор       | Эндрю Джексон Донельсон    | 873 053 | 21,53 % | 8 из 294  | ▲8  | Победа демократов |

## Наследие
Нативистский дух движения «незнаек» возродился в более поздних политических движениях, таких как Американская ассоциация защиты 1890-х годов и второй Ку-клукс-клан 1920-х годов. В конце XIX века демократы называли республиканцев «незнайками», чтобы привлечь голоса немцев, например в кампании по поводу принятия Закона Беннета в Висконсине в 1890 году. Похожая «культурная война» произошла в Иллинойсе в 1892 году, когда демократ Джон Питер Альтгельд осудил республиканцев из-за законов об иностранцах и подстрекательстве, сказав, что «дух, который привёл в действие партию „ничего не знающих“, дух, который вечно придирается к гражданину иностранного происхождения и пытается ограничить его привилегии, слишком глубоко укоренился в Республиканской партии»</ref>.
Некоторые историки и журналисты нашли параллели между движением «незнаек» и движениями Биртера и Чаепития, видя в них предубеждениях против латиноамериканских иммигрантов и враждебность к исламу". Историки Стив Фрейзер и Джошу Б. Фриман высказали своё мнение о движениях «Ничего не знающих» и «Чаепития», заявив:

Популизм «Чаепития» также следует рассматривать как своего рода политику идентичности правых. Почти полностью белые, состоящие из непропорционально большого количества мужчин и пожилых людей, сторонники «Чаепития» выражают внутреннее негодование по поводу культурного и, в некоторой степени, политического затмения Америки, в которой люди, которые выглядели и думали, как они, были доминирующими. Чернокожий президент, женщина-спикер Палаты представителей и гей-глава финансового комитета нижней палаты, очевидно, почти невыносимы для них. Хотя движение против иммиграции и «Чаепитие» до сих пор оставались в значительной степени разными (даже с растущими связями), они разделяют эмоциональную грамматику: страх замещения.
Оригинальный текст (англ.)Tea Party populism should also be thought of as a kind of identity politics of the right. Almost entirely white, and disproportionately male and older, Tea Party advocates express a visceral anger at the cultural and, to some extent, political eclipse of an America in which people who looked and thought like them were dominant (an echo, in its own way, of the anguish of the Know-Nothings). A black President, female speaker of the house, and a gay head of the House Financial Services Committee are evidently almost too much to bear. Though the anti-immigration and Tea Party movements so far have remained largely distinct (even with growing ties), they share an emotional grammar: the fear of displacement.
— Стив Фрейзер и Джошу Фриман
Со временем обозначение «незнайкой» превратилось в провокационное оскорбление, предполагающее, что оппонент одновременно и нативист, и невежественен. По заявлению Time, президентская кампания Джорджа Уоллеса 1968 года проходила под «знаменем нео-незнаек». Фарид Закария писал, что политики, которые «побуждают американцев бояться иностранцев», становятся «современными воплощениями „незнаек“». В 2006 году в редакционной статье неоконсервативного журнала The Weekly Standard Уильям Кристол обвинил республиканцев-популистов в «превращении Республиканской партии в антииммиграционную партию „незнаек“». В ведущей редакционной статье The New York Times от 20 мая 2007 года, посвящённой предложенному иммиграционному законопроекту, говорится о «ничего не знающих этого поколения». В редакционной статье Тимоти Игана в той же The New York Times от 27 августа 2010 года, озаглавленной «Создание нации незнаек», обсуждалось движение Биртера, приверженцы которого придерживаются версии о том, что Барак Обама родился за пределами Соединённых Штатов и поэтому не имеет права занимать должность президента США.
На президентских выборах 2016 года ряд комментаторов и политиков сравнили кандидата от республиканцев Дональда Трампа с «Ничего не знающими» из-за его антииммиграционной риторики.

## В культуре
Вымышленная партия «Конфедерация американских коренных народов» появляется в фильме 2002 года «Банды Нью-Йорка» во главе с Уильямом Каттингом по прозвищу «Билл Мясник» (Дэниел Дэй-Льюис), который является вымышленной версией реально существовавшего лидера нью-йоркских «Ничего не знающих» Уильяма Пула. «Незнайки» также играют важную роль в историческом фантастическом романе писателя Ноя Гордона «Шаман» (1992, вторая часть трилогии про семью Коул).

## Известные представители
| - Натаниэль Бэнкс — спикер Палаты представителей США от Массачусетса и генерал Армии Союза - Леви Бун — мэр Чикаго - Джон Уилкс Бут — актёр театра Форда, убивший президента Авраама Линкольна - Джон Эдвард Булиньи — конгрессмен из Луизианы - Генри Уинтер Дэвис — конгрессмен из Мэриленда - Эндрю Джексон Донельсон — редактор газеты, дипломат, племянник Эндрю Джексона - Миллард Филлмор — 13-й президент США - Томас Холлидей Хикс — губернатор Мэриленда - Уильям У. Хоппин — губернатор Род-Айленда | - Сэм Хьюстон — сенатор от Техаса - Джон Нили Джонсон — губернатор Калифорнии - Энтони Кеннеди — сенатор от Мэриленда - Льюис Чарльз Левин — политик и общественный деятель - Сэмюэл Морзе — политик, художник и изобретатель азбуки Морзе и телеграфа - Уильям Пул — политик, глава нью-йоркской банды «Парни из Бауэри» - Таддеус Стивенс — конгрессмен из Пенсильвании - Стивен Палфри Уэбб — мэр Сан-Франциско - Генри Уилсон — 18-й вице-президент США |

### Комментарии
1. 1 2  В контексте партии термин «коренной» относился людям, выросшим в Соединенных Штатах, в отличие от приехавших иммигрантов, а не к настоящим коренным американцам.

### Первоисточники
- Anspach, Frederick Rinehart. The Sons of the Sires: A History of the Rise, Progress, and Destiny of the American Party. Philadelphia: Lippincott, Grambo & Co., 1855. Work by K-N activist.
- Busey, Samuel Clagett (1856). Immigration: Its Evils and Consequences.
- Carroll, Anna Ella (1856). The Great American Battle: Or, The Contest Between Christianity and Political Romanism.
- Fillmore, Millard; Frank H. Severance (ed.)(1907). Millard Fillmore Papers
- One of Them. The Wide-Awake Gift: A Know Nothing Token for 1855. New York: J.C. Derby, 1855.
  - Bond, Thomas E. «The 'Know Nothings'», from The Wide-Awake Gift: A Know Nothing Token for 1855. New York: J. C. Derby, 1855; pp. 54–63.